# 大洞院 (柏市)
大洞院（だいとういん）は、千葉県柏市にある曹洞宗の寺院。

## 概略と沿革
創建年代は不明であるが、一説によると平将門の菩提を弔うために落人たちが建立したといわれている。
なお、当院の敷地から中世の板碑が出土しており、その頃から寺院として存在していた。当時は天台宗の寺院であったと思われる。
1596年（慶長元年）、鷹山舜岳によって曹洞宗の寺院となった。
1990年（平成2年）の新本堂の落慶以降、「寺とは死者のものでなく、生きている人のためのもの」という理念の下、「地域に開かれたお寺」として数多くの文化活動を展開している。
境内には、政治家で子爵だった渡辺国武の「無邊洞の碑」が置かれている。

## 交通アクセス
- 東武バス花野井木戸バス停留所で下車、徒歩8分。